# 李立明
李立明（1956年5月—），男，汉族，北京人，中华人民共和国政治人物、第十一届全国政协委员。
加入中国共产党，担任中国医学科学院（北京协和医学院）党委书记、副院长。2008年，当选第十一届全国政协委员，代表医药卫生界，分入第四十六组。并担任教科文卫体委员会专委。

## 学经历
- 1982 年毕业于北京医学院卫生系。
- 1986 年在北京医科大学流行病学专业获医学硕士学位，
- 1986年-2000年北京医科大学留校任教。
- 1987年-1988年在美国夏威夷大学公共卫生学院和夏威夷心脏研究所进修。
- 1990年-1992年在美国约翰·霍普金斯大学公共卫生学院作博士后。
- 2000年，历任北京大学校长助理，北京大学医学部副主任，中国预防医学科学院院长，中国疾病控制中心主任。
- 2004年12月，任中国医学科学院、中国协和医科大学副院校长。
- 2007年12月，任中国医学科学院、北京协和医学院党委书记、常务副院校长。
- 中共十六大代表，全国政协委员。